# Lijst van voetbalinterlands Brazilië - Jamaica
Deze lijst van voetbalinterlands is een overzicht van alle officiële voetbalwedstrijden tussen de nationale teams van Brazilië en Jamaica. De landen speelden tot op heden drie keer tegen elkaar. De eerste ontmoeting, een groepswedstrijd tijdens de CONCACAF Gold Cup 1998, werd gespeeld in Miami (Verenigde Staten) op 3 februari 1998. Het laatste duel, een vriendschappelijke wedstrijd, vond plaats op 12 oktober 2003 in Leicester (Verenigd Koninkrijk).

## Wedstrijden
| № | Plaats      | Datum            | Competitie             | Wedstrijd          | Uitslag |
| - | ----------- | ---------------- | ---------------------- | ------------------ | ------- |
| 1 | Miami       | 3 februari 1998  | CONCACAF Gold Cup 1998 | Brazilië – Jamaica | 0 – 0   |
| 2 | Los Angeles | 15 februari 1998 | CONCACAF Gold Cup 1998 | Brazilië – Jamaica | 1 – 0   |
| 3 | Leicester   | 12 oktober 2003  | Vriendschappelijk      | Brazilië – Jamaica | 1 – 0   |

## Samenvatting
| Competitie        | Totaal gespeeld | Winst Brazilië | Gelijk | Winst Jamaica | Doelsaldo Brazilië – Jamaica |
| ----------------- | --------------- | -------------- | ------ | ------------- | ---------------------------- |
| CONCACAF Gold Cup | 2               | 1              | 1      | 0             | 1 − 0                        |
| Vriendschappelijk | 1               | 1              | 0      | 0             | 1 − 0                        |
| Totaal            | 3               | 2              | 1      | 0             | 2 − 0                        |

Wedstrijden bepaald door strafschoppen worden, in lijn met de FIFA, als een gelijkspel gerekend.

## Details

### Eerste ontmoeting
| Brazilië | 0 – 0 | Jamaica |
|          | goals |         |